# Bârna
Bârna (Hongaars: Barnafalva) is een gemeente in het Roemeense district Timiș en ligt in de regio Banaat in het westen van Roemenië. De gemeente telt 1604 inwoners (2005).

## Geschiedenis
In 1514 werd Bârna voor het eerst vermeld in een document. Bârna werd ingedeeld bij het District van Făget. In 1890 maakte het dorp Bârna met zijn 343 inwoners deel uit van het District van Lugoj. Door de overstromingen van 2005 werden er 6 gebouwen aangetast binnen de gemeente.

## Geografie
De oppervlakte van Bârna bedraagt 78,62 km².
De gemeente bestaat uit de volgende dorpen: Bârna, Boteşti, Botineşti, Drinova, Jureşti, Pogăneşti, Sărăzani. Bârna ligt in het dal van de Saraz en wordt bijna geheel omringd door bossen. In deze bossen leeft een groot aantal dieren, waaronder wolven, vossen, enz. Door de gemeente stromen meerdere, kleinere rivieren waaronder de Saraz, Verdea, Finodia en Scăioasa. De gemeente telt 14 km weg. De gemeente Bârna grenst aan Fârdea in het oosten, Traian Vuia in het noorden, Criciova en Nădrag in het zuiden en de stad Lugoj in het westen.

## Demografie
Van de 1547 inwoners in 2002 zijn 1018 Roemenen, 3 Hongaren, 148 Roma en 378 van andere etnische groepen. Op 1 januari 2005 telde Bârna 1604 inwoners, waarvan 835 mannen zijn en 769 vrouwen zijn. Op 31 december 2004 telde de gemeente 483 huishoudens.
Onderstaande figuur toont het verloop van het inwoneraantal vanaf 1880.

## Politiek
De burgemeester van Bârna is Dumitru Pecora (PSD). Bârna heeft een samenwerkingsband met Flensburg uit Denemarken en Darmstadt uit Duitsland.

Onderstaande staafgrafiek toont de uitslagen van de gemeenteraadsverkiezingen van 6 juni 2004, naar stemmen per partij. 

## Onderwijs
De gemeente Bârna telt 5 basisscholen in Bârna, Pogănești, Drinova, Jurești en Sărăzani en 4 kinderdagverblijven in Bârna, Drinova, Jurești, Pogănești en Sărăzani.